# Мали Сивиндрик
Мали Сивиндрик или Мали Семендрик (Микрокамбос) је насељено место у општини Просечен у периферији Источна Македонија и Тракија, Грчка. Према попису из 2021. године било је 176 становника.
Према бугарском географу и историчару, Василу Канчову, у Сивиндрику је 1900. године живело 50 Рома и 40 Словена хришћана. Сивиндрик је био читлучко насеље које је напуштено током Балканских ратова. Године 1923. на истом месту је подигнуто ново насеље где је насељено 76 грчких избегличких породица, којих је на попису из 1928. године било 285.